# Alcelaphus
Alcelaphus és un gènere d'antílops de la família dels bòvids. Originalment només contenia una espècie, el búbal, amb diverses subespècies. Basant-se en estudis detallats, algunes d'aquestes subespècies en foren separades com a espècies distintes.

## Taxonomia
- Alcelaphus buselaphus – búbal
- Alcelaphus caama – búbal vermell
- Alcelaphus lichtensteinii – búbal de Lichtenstein